# Mario Greco (dirigente)
Mario Greco (Napoli, 16 giugno 1959) è un dirigente d'azienda italiano.
Amministratore delegato delle Assicurazioni Generali dal 1 agosto 2012 al 9 febbraio 2016,
dal mese di marzo 2016 è Chief Executive Officer e membro dell'Executive Committee di Zurich.

## Biografia
Greco si laurea in economia all’Università di Roma La Sapienza. Tre anni dopo, si specializza in economia internazionale e teoria monetaria alla Rochester University nel 1986.
Lavora per McKinsey dal 1986 al 1994, diventandone socio nel 1992. Successivamente, ha lavorato per RAS, Allianz, EurizonVita e Zurich Insurance Group.
È stato amministratore delegato di Generali dal 1º agosto 2012 al 9 febbraio 2016 quando si è accordato con la società per lasciare l'incarico con effetto immediato, dopo che il 26 gennaio 2016 aveva comunicato la sua indisponibilità a svolgere un altro mandato.
Greco è stato nel consiglio di amministrazione del gruppo editoriale L'Espresso e Saras.